# 스텔렌보스 대학교

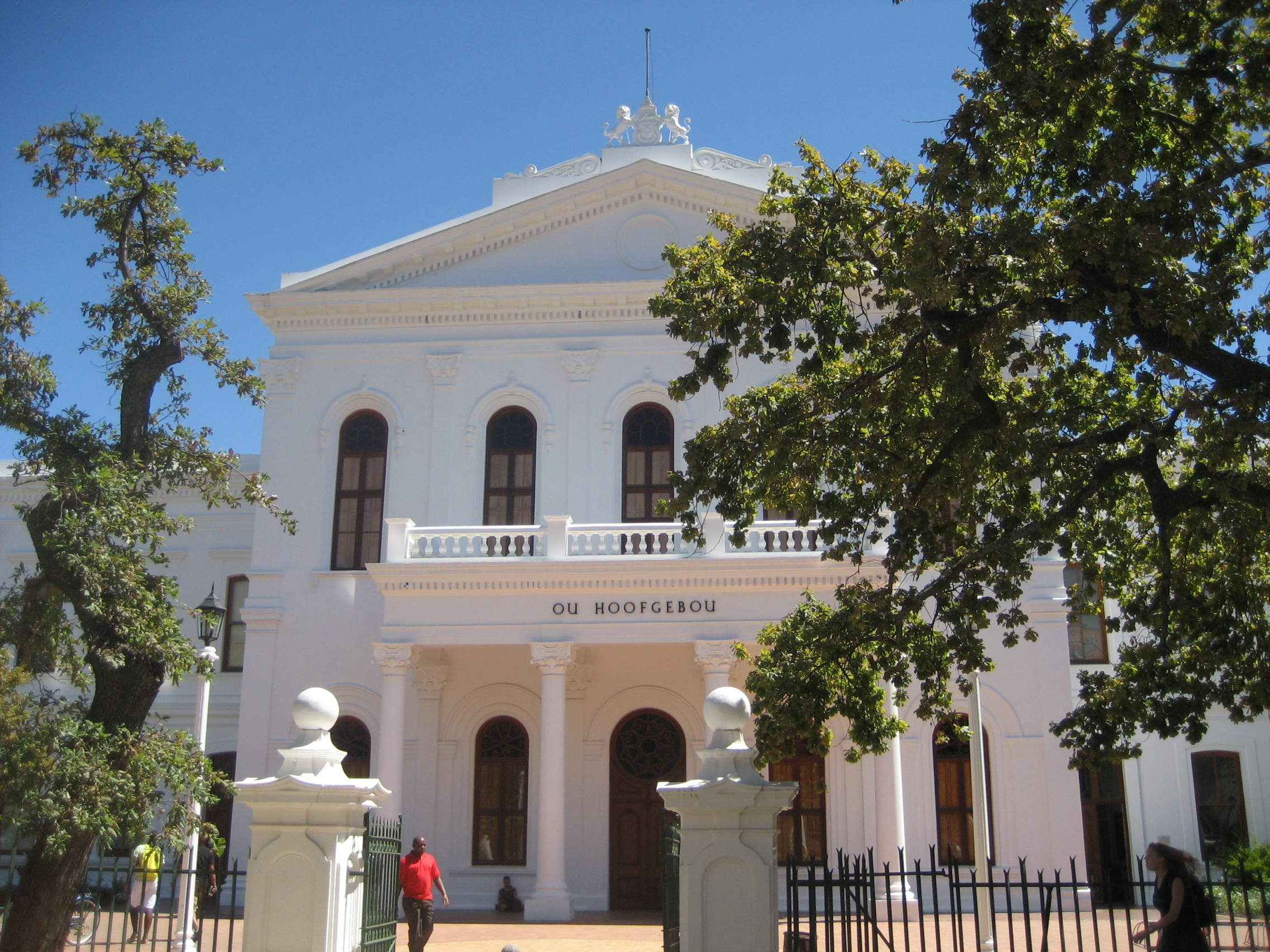
스텔렌보쉬 대학교

스텔렌보스 대학교(영어: Stellenbosch University)는 남아공 웨스턴케이프 주 스텔렌보스에 있는 대학교이다. 총장은 Prof Russel Botman다. 학생 26,243명이 있다.